# Alcan Border
Alcan Border é uma Região censo-designada localizada no estado americano de Alasca, no Southeast Fairbanks Census Area.

## Demografia
Segundo o censo americano de 2000, a sua população era de 21 habitantes.

## Geografia
De acordo com o United States Census Bureau, a localidade tem uma área de 384,9 km², dos quais 383,0 km² cobertos por terra e 1,9 km² cobertos por água.

## Localidades na vizinhança
O diagrama seguinte representa as localidades num raio de 120 km ao redor de Alcan Border.